# Escut dels ducs de Gandia Carles de Borja i Magdalena Centelles del s. XVI
L'escut dels ducs de Gandia Carles de Borja i Magdalena Centelles del S. XVI, se situa a l'antiga façana del convent de Sant Roc i de l'Església del Beat, situat a la plaça de San Roc, del municipi de Gandia a la comarca de La Safor, de la província de València. Actualment aquest edifici és seu de la Biblioteca Central, de l'Arxiu Històric de Gandia i del Centre d'Estudis i Investigacions Comarcals Alfons el Vell. Es tracta d'un escut que està catalogat com a bé d'interès cultural, amb número d'anotació ministerial 28379 i data d'anotació 28 de novembre de 2011, segons informació de la Direcció General de Patrimoni Cultural de la Conselleria de Turisme, Cultura i Esports de la Generalitat Valenciana.

## Descripció
L'escut al·ludeix als fundadors del convent franciscà de Sant Roc, els V ducs de Gandia, Carles Borja i Magdalena Centelles. El convent que va ser inaugurat el 26 de maig de 1591. El duc era fill de Francesc de Borja, que entre altres títols era el IV Duc de Gandia i Gran d'Espanya. Na Magdalena era filla del III Comte de l'Oliva, Senyor de la Vila de Nules, la Vall de Cofrents i la Vall d'Aiora, i de Maria Folch de Cardona.
L'edifici es va erigir a partir d'una antiga ermita dedicada a Sant Roc, que el franciscà Andrés Hibermón, que va viure en aquest convent, denominava Església del Beat; posseïa un petit claustre de dues plantes.
L'escut, llaurat en marbre, té forma de pell de brau, porta com adorns exteriors una mènsula enrotllada cap a dins en els seus extrems superior i inferior i cap a fora lateralment, amb vores retallats. Al timbre de l'escut es troba la corona ducal que se superposa al marc amb una inscripció que enquadra la mènsula :
CAROLVS • A • BORGIA • ET • MAGDALENA • CENTELLES • CON(IVGES) GANDIA • DVCES • HVIVS • MONAST • FVNDAT IVSSERVNT • HOC • OPVS • PERFICI • AN(NO) • A • CHR(ISTI) • NAT(IVITATI) MDLXXXXI
L'escut està partit i mig tallat a la meitat dreta del camp. En la primera caserna es troba el Bou de gules, terrassat de sinople, bordura cosida carregada amb vuit feixos de sinople dels Borja. En el segon quarter es troba el rombe d'or i gules dels Centelles i en la tercera caserna les tres faixes d'or en camp de sabre dels Oms. No mantenen policromia.